# 이야마정
이야마정(飯山町)은 나가노현 시모미노치군에 있던 정이다. 현재의 이야마시에 해당한다.

## 역사
- 1889년 4월 1일 -정촌제 시행에 의해 시모미노치군 이야마정이 성립하였다.
- 1954년 8월 1일 - 시모미노치군 아키쓰촌, 야나기하라촌, 도자마촌, 도키와촌, 시모타카이군 기지마촌, 미즈호촌과 합병해, 이야마시가 성립하여, 동일 이야마정은 폐지되었다.

## 교통

### 철도
- 일본국유철도
  - 이야마선

### 도로
- 국도 제117호선

## 참고문헌
- 角川日本地名大辞典 20 長野県